# Leonid Ostrovskiy
Leonid Alfonsovich Ostrovskiy - em russo, Леонид Альфонсович Островский - ou Leonīds Ostrovskis (Rīga, 17 de janeiro de 1936 - Kiev, 17 de abril de 2001) foi um futebolista letão.

## Carreira
Nascido antes da ocupação soviética que em meio à Segunda Guerra Mundial  anexou a Letônia à URSS, Ostrovskis foi um dos mais vitoriosos jogadores locais, embora sofresse preconceito pela origem - quando a imprensa queria critica-lo, relembrava que ele nascera "na Letônia burguesa" e que, com isso, era "uma relíquia do capitalismo".
Começou em 1954 no Daugava Rīga, da agora RSS da Letônia, com o qual chegou a ser campeão soviético juvenil em decisão contra o Torpedo Moscou, chamando a atenção deste clube.
Ele eventualmente incorporou-se em 1956 ao Torpedo, de Valentin Ivanov e Eduard Streltsov. Como jogador deste clube, embarcou à Copa do Mundo FIFA de 1958, na Suécia, mas não jogou.
Ostrovskis só estrearia em campo pela Seleção Soviética em 1961, após conquistar o campeonato soviético de 1960 com o Torpedo. No mesmo ano, a equipe também venceu a Copa da URSS, competições nas quais o Torpedo foi segundo colocado em 1961.
Apesar das boas campanhas com o Torpedo, Ostrovskis nunca se ambientou totalmente em Moscou e vinha cogitando deixa-la antes de 1960, sendo convencido a permanecer diante do bom elenco formado pelo clube. Ainda como jogador do Torpedo, foi à Copa do Mundo FIFA de 1962; na sequência, então, polemizou pela transferência ao Dínamo Kiev, ainda uma equipe emergente na liga soviética. Pelas normas, precisou aguardar um ano sem jogar para ser regularizado, condição que aceitou diante do anseio de mudar-se de cidade.
Em meio à polêmica, passou quatro anos sem defender a seleção, não integrando o elenco na Eurocopa 1964. Uma vez liberado para defender o Dínamo, participou dos três primeiros títulos soviéticos desta equipe, conquistados consecutivamente em 1966, 1967 e 1968. Em meio à essa ascensão, voltou à seleção a tempo de participar da Copa do Mundo FIFA de 1966, na qual a URSS obteve sua melhor colocação em Mundiais - o 4º lugar.
Ostrovskis encerrou a carreira no Mashuk Pyatigorsk, da RSFS da Rússia, em 1970. Após parar de jogar, foi morar na Ucrânia, onde havia se ambientado nos tempos de Dínamo.
O único letão a ter participado de Copas faleceu em 2001, em Kiev. Apesar dos títulos, foi preterido em favor de Aleksandrs Starkovs nos Prêmios do Jubileu da UEFA, na escolha do melhor jogador letão dos 50 anos da entidade.

## Títulos
Torpedo Moscou
- Campeonato Soviético de Futebol: 1960
- Copa da URSS: 1960

Dínamo Kiev
- Campeonato Soviético de Futebol: 1966, 1967 e 1968